# Дванаести војвођански корпус НОВЈ
Дванаести војвођански корпус био је корпус Народноослободилачке војске Југославије формиран 1. јула 1944. наредбом Врховног команданта НОВ и ПОЈ Јосипа Броза Тита од Шеснаесте и 36. војвођанске дивизије и имао је око 8.000 бораца.
Први командант корпуса био је Данило Лекић Шпанац, народни херој, а политички комесар Стефан Митровић.
У састав корпуса је половином септембра 1944. ушла Једанаеста крајишка, а почетком октобра и 28. славонска дивизија. Половином септембра корпус је ушао у састав Прве армијске групе НОВЈ, а након ослобођења Београда, пребачен је из Срема у Бачку и 11. новембра стављен под команду Главног штаба НОВ и ПО Војводине. Тада је у свом саставу имао 16, 36. и новоформирану 51. војвођанску дивизију са око 21.000 бораца.
Крајем новембра 1944. у састав корпуса су укључене Четрнаеста и Петнаеста војвођанска бригада, састављене од припадника словачке, чешке и мађарске народности из Војводине.
Формирањем Треће армије НОВЈ 1. јануара 1945. корпус је ушао у њен састав.

## Командни састав корпуса
- Команданти корпуса:
  - Данило Лекић Шпанац — од формирања корпуса до децембра 1944.
  - Глигорије Мандић — од јануара 1945. до расформирања корпуса
- Политички комесари корпуса:
  - Стефан Митровић — од формирања корпуса до децембра 1944.
  - Јово Капичић — од децембра 1944. до расформирања корпуса
- Начелници Штаба корпуса:
  - Милета Ђукић — од формирања корпуса до септембра 1944.[б]
  - Радослав Јовић Мишко — од септембар 1944. до расформирања корпуса